# تپه قلعه بوئینی
تپه قلعه بوئینی مربوط به دوره اشکانیان - دوره ساسانیان است و در شهرستان میانه، بخش کندوان، دهستان گرمه شمالی، ۱ کیلومتری جنوب غربی روستای تجرق واقع شده و این اثر در تاریخ ۲۷ اسفند ۱۳۸۶ با شمارهٔ ثبت ۲۲۲۸۴ به‌عنوان یکی از آثار ملی ایران به ثبت رسیده است.